# أ. توماس دويل
أ. توماس دويل (بالإنجليزية: A. Thomas Doyle)‏ هو مدرب خيول أمريكي، ولد في 23 سبتمبر 1917 في دبلن في جمهورية أيرلندا، وتوفي في 22 يوليو 1989 بسبب مرض آلزهايمر.